# 1925 في فلسطين الانتدابية
أحداث عام 1925 في الانتداب البريطاني على فلسطين.

## أصحاب المناصب
- المفوض السامي - السير هربرت لويس صموئيل حتى 30 يونيو؛ هربرت أونسلو بلومر.
- أمير شرق الأردن- عبد الله بن الحسين
- رئيس وزراء شرق الأردن - علي رضا باشا الركابي.

## الأحداث

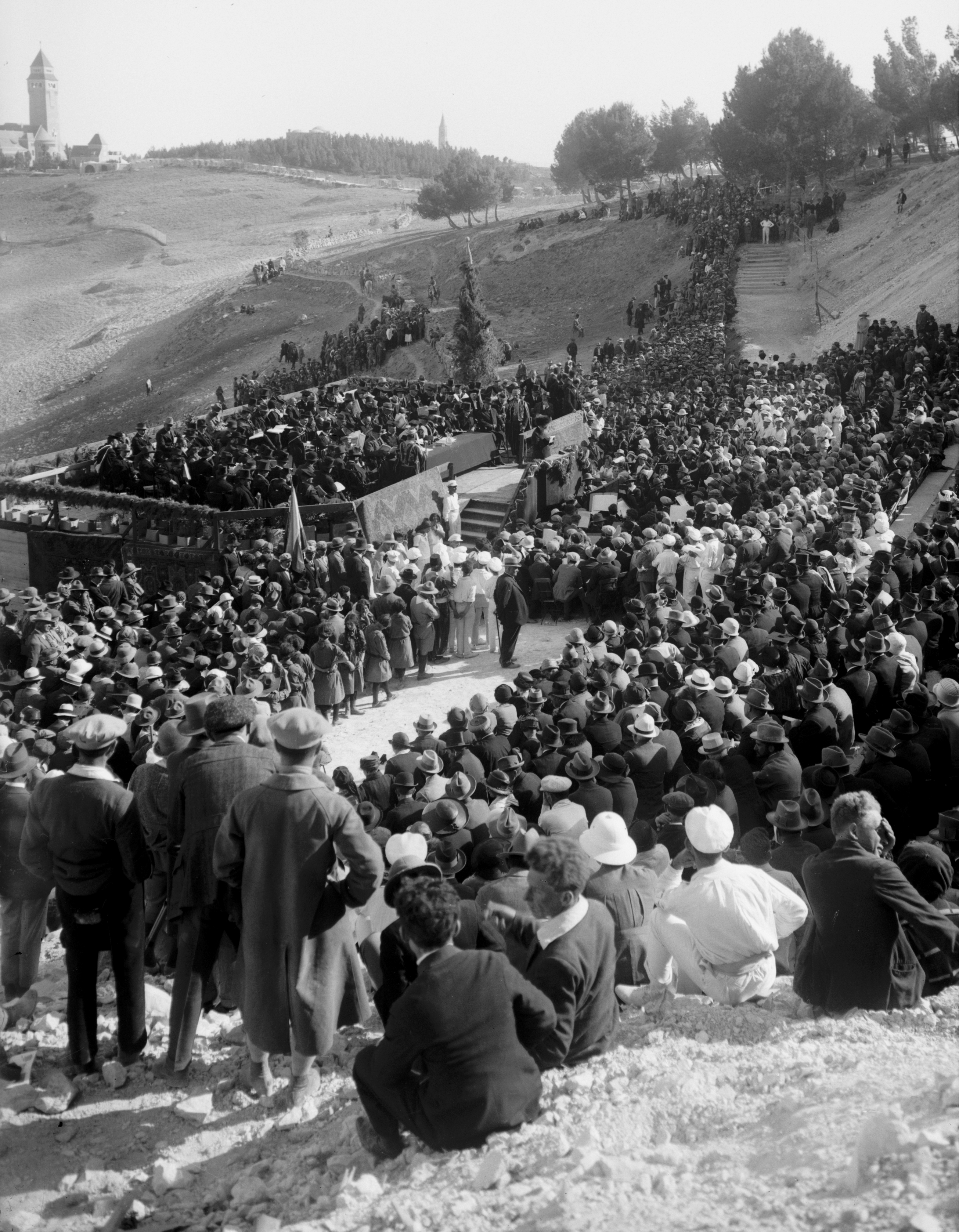
حفل افتتاح الجامعة العبرية في القدس ، 1 نيسان 1925

- 6 شباط - حفل الافتتاح الرسمي للتخنيون - معهد إسرائيل للتكنولوجيا.
- 1 نيسان (أبريل) - افتتاح حرم الجامعة العبرية في القدس على جبل المشارف في احتفال حضره قادة العالم اليهودي والعلماء البارزون والشخصيات العامة والشخصيات البريطانية البارزة، بما في ذلك إيرل بلفور وإدموند ألنبي والسير هربرت صموئيل.
- 1 مايو - تأسيس كيبوتس جفعات هشلوشا من قبل مجموعة من المهاجرين اليهود من بولندا.
- 1 حزيران (يونيو) - صدر العدد الأول من صحيفة "دافار" اليومية الصادرة باللغة العبرية تحت اسم دافار - إتون بوالي إريتز يسرائيل (أشعل. دافار - جريدة عمال أرض إسرائيل).
- 6 كانون الأول (ديسمبر) - انتخاب الجمعية الثانية للنواب اليهود.

### تواريخ غير معروفة
- تأسيس موشاف رماتايم، إحدى المجتمعات الأصلية الأربع للزراعة اليهودية التي اندمجت في عام 1964 لتشكيل هود هشارون.

## أبرز المواليد
- 6 يناير - عوزي نركيس، جنرال إسرائيلي (توفي عام 1997).
- 29 كانون الثاني (يناير)- ناثان شاحام كاتب إسرائيلي (توفي 2018)
- 10 مارس - مردخاي الكاهي، عضو الإرجون وواحد من أولي هاجاردوم (توفي عام 1947).
- 9 نيسان/ أبريل- كمال ناصر سياسي عربي فلسطيني وزعيم منظمة التحرير الفلسطينية وكاتب وشاعر (توفي عام 1973).
- 14 مايو- يوفال نئمان، عالم فيزياء وسياسي إسرائيلي ورئيس جامعة تل أبيب (توفي عام 2006).
- 25 مايو - موشيه غيدرون، ضابط إسرائيلي، لواء في الجيش الإسرائيلي (توفي عام 2009).
- 7 يونيو روفين شيفر، ممثل إسرائيلي (توفي عام 2011).
- 24 آب- حاييم يعقوب غولدفيشت، الحاخام الإسرائيلي، أسس مدرسة يشيفا من يشيفات كيريم بيافنا (توفي عام 1995).
- 25 أغسطس - يشعياهو جافيش جنرال إسرائيلي
- 2 تشرين الثاني (نوفمبر) - أرييه نحمكين سياسي إسرائيلي.
- 29 تشرين الثاني (نوفمبر) - تسفي زيبل، جندي إسرائيلي، حصل بعد وفاته على جائزة بطل إسرائيل (توفي عام 1948).
- 1 كانون الأول - دوف ليفين، فقيه إسرائيلي، قاضي في المحكمة العليا الإسرائيلية (توفي عام 2001).
- 24 كانون الأول- يافا يرقوني مطربة إسرائيلية (توفت 2012).
- 25 كانون الأول (ديسمبر)- غيولا كوهين، سياسي وصحفي إسرائيلي سابق (توفي عام 2019) [1]
- 25 كانون الأول- شبتاي تيفث، مؤرخ إسرائيلي (توفي عام 2014).
- التاريخ الكامل غير معروف
  - شلومو موساييف، صائغ إسرائيلي (توفي عام 2015).
  - وليد الخالدي، مؤرخ عربي فلسطيني كتب بإسهاب عن هجرة الفلسطينيين.
  - يحيئيل فيشل أيزنباخ، حاخام إسرائيلي (توفي عام 2008).